# Михальчук Ігор Васильович
Ігор Васильович Михальчук — український військовослужбовець, підполковник Збройних сил України, учасник російсько-української війни. Герой України (2022).

## Життєпис
Учасник АТО/ООС; продовжує нести службу. Учасник оборони Біловодська Луганської области. У лютому 2022 року підрозділ танкового батальйону, яким керував Ігор Михальчук, неодноразово завдавав вогневого ураження противнику, знищуючи російські танки, БМП, автомобільну техніку.

## Нагороди
- звання «Герой України» з врученням ордена «Золота Зірка» (2 березня 2022) — за особисту мужність і героїзм, виявлені у захисті державного суверенітету та територіальної цілісності України, вірність військовій присязі[3];
- орден Богдана Хмельницького III ступеня (28 лютого 2022) — за особисту мужність і самовіддані дії, виявлені у захисті державного суверенітету та територіальної цілісності України, вірність військовій присязі[4].

## Військові звання
- підполковник,
- майор.